# 列克薩
列克薩是芬蘭的城鎮，位於該國東部，由北卡累利阿區負責管轄，始建於1653年，面積4,067.6平方公里，2012年人口12,568，其中約99%居民的母語是芬蘭語。

## 外部連結
- Town of Lieksa – Official site
- Pocket Facts